# Zecchino d'Oro 2018
Il sessantunesimo Zecchino d'Oro si è svolto a Bologna dal 10 novembre al 1º dicembre 2018 ed è stato trasmesso in diretta su Rai 1, in differita su Rai Radio Kids ed in replica su Rai Yoyo.
È stato condotto anche quest'anno da Francesca Fialdini con Gigi e Ross e la partecipazione di Cristina D'Avena.
Dopo le classiche puntate con le canzoni in gara, c'è stato anche un appuntamento speciale in prima serata intitolato Un Natale d'Oro Zecchino dedicato alle canzoni natalizie, in diretta in Eurovisione dallo Studio 5 del Centro Produzione TV RAI "Fabrizio Frizzi" (ex Centro produzione TV RAI DEAR - Nomentano) di Roma condotto da Carlo Conti, e mandato in onda venerdì 14 dicembre 2018, sempre su Rai 1 in prime time. 
Solo per questa edizione è stato introdotto il Premio Zecchino d'Oro per la scuola, votato da casa da una commissione scelta di insegnanti delle scuole d’infanzia e primarie per il brano più didattico. 
Confermati Carlo Conti per la direzione artistica e il Maestro Peppe Vessicchio per la direzione musicale.

## Brani in gara
- Chi lo dice che (Testo: Vittorio Sessa Vitali/Musica: Renato Pareti) - Elena Ciocoi (10 anni) (3º posto) (694 voti)
- Daria (Testo: Matteo Cocconcelli/Musica: Matteo Cocconcelli, Andrea Bettelli) - Davide Matteucci (9 anni)
- La banda della pastasciutta (Testo: Davide Capotorto/Musica: Davide Capotorto, Alessandro Augusto Fusaro) - Angelica Gobbo (7 anni), Mario Antonio Pascale (5 anni) e Lorenzo Pennacchio (5 anni)
- La cicala latina (Testo: Antonio Buldini, Franco Fasano/Musica: Antonio Buldini, Franco Fasano) - Victoria Cosentino (6 anni)
- La marmellata innamorata (Testo: Luca Dettori, Elio Satta/Musica: Mario Chessa) - Mia Bondì (5 anni)
- La rosa e il bambino (Testo: Mario Gardini/Musica: Giuseppe De Rosa) - Martina Galasso (10 anni) e Alyssia Palombo (8 anni)  (1º posto) (697 voti)
- Me la faccio sotto (Testo: Maria Elena Rosati/Musica: Lorenzo Tozzi) - Maksym Zhukovskyy (6 anni) (Максим Жуковський)
- Meraviglioso è (Testo: Stefano Rigamonti/Musica: Stefano Rigamonti) - Giulia Murrai (9 anni)   (2º posto) (696 voti)
- Metti avanti il cuore (Testo: Gianfranco Grottoli, Andrea Vaschetti/Musica: Gianfranco Grottoli, Andrea Vaschetti, Giuseppe De Rosa) - Alina Angela Cossu (9 anni) e Alessandro Lorefice (10 anni)
- Napoleone va in pensione (Testo: Valeria Bolani/Musica: Alessandro Visintainer) - Letizia Pisu (8 anni)
- Nero nero (Testo: Carmine Spera, Flavio Careddu/Musica: Herbert Bussini, Valerio Baggio) - Isabel Tangerini (8 anni)
- Toro loco (Testo: Alberto Pellai, Paolo D'Errico/Musica: Paolo D'Errico, Angelo Ceriani) - Simone Zichi (10 anni)

### Fuori concorso
- Funiculì Funiculà - Piccolo Coro dell'Antoniano
- Dolce sentire - Piccolo Coro dell'Antoniano

## Programma[2]

### 10 novembre
- Ascolto delle prime 6 canzoni in gara e votazioni da parte di una giuria composta da bambini in studio e da 4 giudici d'eccezione: Gabriele Cirilli, Cristina D'Avena, Antonella Elia e Flavio Insinna.
- Ascolto ridotto delle altre 6 canzoni in gara tramite highlights.
- Cristina D'Avena si esibisce nel brano Occhi di Gatto.
- Flavio Insinna viene intervistato dagli interpreti delle canzoni in gara.
- Antonella Elia si esibisce nell'imitazione di Sandra Mondaini nei panni di Sbirulino.
- I conduttori si esibiscono nel brano Quarantaquattro gatti (brano musicale che quest'anno festeggia 50 anni, vincitore dello Zecchino d'Oro 1968).
- Gabriele Cirilli si esibisce nel brano Popoff.
- I 4 giudici d'eccezione partecipano al Quizzecchino.

| 1 | Me la faccio sotto          | Maksym Zhukovskyy (Максим Жуковський)                      | 183 | 10 | 9  | 10 | 10 | 222 | 4 |
| 2 | Daria                       | Davide Matteucci                                           | 174 | 9  | 9  | 8  | 10 | 210 | 6 |
| 3 | La banda della pastasciutta | Angelica Gobbo, Mario Antonio Pascale e Lorenzo Pennacchio | 182 | 10 | 8  | 10 | 10 | 220 | 5 |
| 4 | Chi lo dice che             | Elena Ciocoi                                               | 194 | 10 | 10 | 10 | 10 | 234 | 2 |
| 5 | Toro Loco                   | Simone Zichi                                               | 188 | 9  | 9  | 10 | 9  | 225 | 3 |
| 6 | La rosa e il bambino        | Martina Galasso e Alyssia Palombo                          | 195 | 10 | 10 | 10 | 10 | 235 | 1 |

Canzone vincitrice della puntata: La rosa e il bambino (testo: Mario Gardini / musica: Giuseppe De Rosa) - Martina Galasso e Alyssia Palombo
Canzone vincitrice provvisoria del Premio Zecchino d'Oro per la scuola:
Daria (testo: Matteo Cocconcelli / musica: Matteo Cocconcelli - Andrea Bettelli) - Davide Matteucci (pari merito)
Chi lo dice che (testo: Vittorio Sessa Vitali / musica: Renato Pareti) - Elena Ciocoi (pari merito)

### 17 novembre
- Ascolto delle altre 6 canzoni in gara e votazioni da parte di una giuria composta da bambini in studio e da 4 giudici d'eccezione: Amadeus, Giovanna Civitillo, Cristina D'Avena e Nino Frassica.
- Ascolto ridotto delle prime 6 canzoni in gara tramite highlights.
- Cristina D'Avena si esibisce nel brano Kiss me Licia.
- Amadeus viene intervistato dagli interpreti delle canzoni in gara.
- Nino Frassica risponde a delle domande poste dai componenti del Piccolo Coro dell'Antoniano.
- I conduttori si esibiscono nel brano I tre pagliacci (brano musicale in gara allo Zecchino d'Oro 1993).
- I 4 giudici d'eccezione partecipano al QuizZecchino.

| 1 | La marmellata innamorata | Mia Bondì                                | 177 | 9  | 9  | 9  | 10 | 214 | 5 |
| 2 | Metti avanti il cuore    | Alina Angela Cossu e Alessandro Lorefice | 184 | 9  | 10 | 9  | 10 | 222 | 3 |
| 3 | La cicala latina         | Victoria Cosentino                       | 193 | 9  | 10 | 9  | 10 | 231 | 2 |
| 4 | Napoleone va in pensione | Letizia Pisu                             | 185 | 9  | 8  | 10 | 10 | 222 | 3 |
| 5 | Nero nero                | Isabel Tangerini                         | 184 | 9  | 8  | 9  | 10 | 220 | 4 |
| 6 | Meraviglioso è           | Giulia Murrai                            | 198 | 10 | 10 | 10 | 10 | 238 | 1 |

Canzone vincitrice della puntata: Meraviglioso è (testo: Stefano Rigamonti / musica: Stefano Rigamonti) - Giulia Murrai
Canzone vincitrice provvisoria del Premio Zecchino d'Oro per la scuola: La cicala latina (testo: Antonio Buldini - Franco Fasano / musica: Antonio Buldini - Franco Fasano) - Victoria Cosentino

### 24 novembre
- Ascolto delle 12 canzoni in gara in versione ridotta e votazioni da parte di una giuria composta da bambini in studio e da 4 giudici d'eccezione: Andrea Agresti, Manuela Arcuri, Valeria Graci e Tiberio Timperi.
- Tiberio Timperi viene intervistato dagli interpreti delle canzoni in gara.
- I conduttori si esibiscono nel brano 7 (brano musicale in gara allo Zecchino d'Oro 2010).

| 1  | La cicala latina            | Victoria Cosentino                                         | 176 | 10 | 10 | 7  | 9  | 443 | 4  |
| 2  | Meraviglioso è              | Giulia Murrai                                              | 188 | 9  | 8  | 8  | 10 | 461 | 3  |
| 3  | Napoleone va in pensione    | Letizia Pisu                                               | 175 | 10 | 9  | 10 | 10 | 436 | 7  |
| 4  | La marmellata innamorata    | Mia Bondì                                                  | 167 | 10 | 10 | 9  | 10 | 420 | 9  |
| 5  | Daria                       | Davide Matteucci                                           | 175 | 10 | 8  | 7  | 9  | 419 | 10 |
| 6  | Chi lo dice che             | Elena Ciocoi                                               | 197 | 10 | 8  | 9  | 10 | 468 | 1  |
| 7  | Me la faccio sotto          | Maksym Zhukovskyy (Максим Жуковський)                      | 176 | 9  | 10 | 10 | 10 | 437 | 6  |
| 8  | Toro Loco                   | Simone Zichi                                               | 175 | 9  | 9  | 8  | 9  | 435 | 8  |
| 9  | La banda della pastasciutta | Angelica Gobbo, Mario Antonio Pascale e Lorenzo Pennacchio | 165 | 9  | 9  | 10 | 9  | 420 | 9  |
| 10 | La rosa e il bambino        | Martina Galasso e Alyssia Palombo                          | 191 | 10 | 10 | 7  | 10 | 463 | 2  |
| 11 | Nero nero                   | Isabel Tangerini                                           | 179 | 9  | 9  | 10 | 10 | 437 | 6  |
| 12 | Metti avanti il cuore       | Alina Angela Cossu e Alessandro Lorefice                   | 181 | 8  | 8  | 10 | 9  | 438 | 5  |

Canzone vincitrice della puntata: Chi lo dice che (testo: Vittorio Sessa Vitali / musica: Renato Pareti) - Elena Ciocoi 
Canzone vincitrice provvisoria del Premio Zecchino d'Oro per la scuola: Meraviglioso è (testo: Stefano Rigamonti / musica: Stefano Rigamonti) - Giulia Murrai

### 1º dicembre
- Ascolto delle 12 canzoni in gara e votazioni da parte di una giuria composta da bambini in studio, una giuria di bambini della Siria e da 4 giudici d'eccezione: Bianca Atzei, Carlo Conti, Cristina D'Avena e Micaela Ramazzotti.
- Cristina D'Avena si esibisce nel brano Doraemon.
- Bianca Atzei legge le lettere dei bambini ospiti alla mensa dell'Antoniano.
- Carlo Conti finge di dirigere il Piccolo Coro dell'Antoniano sulle note di Occidentali's Karma, brano interpretato da Francesco Gabbani, vincitore del Festival di Sanremo 2017.
- I conduttori si esibiscono nel brano Ciribiricoccola (brano musicale in gara allo Zecchino d'Oro 1974).
- I 4 giudici d'eccezione partecipano al QuizZecchino.
- Carlo Conti risponde a delle domande poste dai componenti del Piccolo Coro dell'Antoniano e dagli interpreti delle canzoni in gara.
- Cristina D'Avena si esibisce nel brano Canzone dei Puffi.

| 1  | Toro Loco                   | Simone Zichi                                               | 180 | 9  | 8  | 7  | 8  | 10 | 657 | 8  |
| 2  | La banda della pastasciutta | Angelica Gobbo, Mario Antonio Pascale e Lorenzo Pennacchio | 172 | 7  | 9  | 9  | 9  | 10 | 636 | 11 |
| 3  | La cicala latina            | Victoria Cosentino                                         | 179 | 10 | 8  | 8  | 10 | 9  | 667 | 4  |
| 4  | Nero nero                   | Isabel Tangerini                                           | 183 | 10 | 9  | 8  | 9  | 9  | 665 | 5  |
| 5  | La rosa e il bambino        | Martina Galasso e Alyssia Palombo                          | 187 | 9  | 10 | 8  | 10 | 10 | 697 | 1  |
| 6  | Me la faccio sotto          | Maksym Zhukovskyy (Максим Жуковсьий)                       | 181 | 8  | 8  | 10 | 9  | 10 | 663 | 6  |
| 7  | Daria                       | Davide Matteucci                                           | 172 | 7  | 8  | 8  | 8  | 9  | 631 | 12 |
| 8  | La marmellata innamorata    | Mia Bondì                                                  | 178 | 8  | 10 | 7  | 8  | 9  | 640 | 10 |
| 9  | Napoleone va in pensione    | Letizia Pisu                                               | 179 | 10 | 8  | 9  | 8  | 9  | 659 | 7  |
| 10 | Metti avanti il cuore       | Alina Angela Cossu e Alessandro Lorefice                   | 175 | 8  | 9  | 8  | 8  | 9  | 655 | 9  |
| 11 | Chi lo dice che             | Elena Ciocoi                                               | 183 | 10 | 8  | 8  | 8  | 9  | 694 | 3  |
| 12 | Meraviglioso è              | Giulia Murrai                                              | 190 | 7  | 10 | 8  | 10 | 10 | 696 | 2  |

Canzone vincitrice del 61º Zecchino d'Oro: La rosa e il bambino (testo: Mario Gardini / musica: Giuseppe De Rosa) - Martina Galasso e Alyssia Palombo 
Canzone vincitrice del Premio Zecchino d'Oro per la scuola: Meraviglioso è (testo: Stefano Rigamonti / musica: Stefano Rigamonti) - Giulia Murrai 
Canzone vincitrice del Premio Zecchino Web : La cicala latina (testo: Antonio Buldini - Franco Fasano / musica: Antonio Buldini - Franco Fasano) - Victoria Cosentino

## Solidarietà[2]
Anche nel 2018, con il Cuore dello Zecchino d'Oro, saranno aiutate dieci mense francescane italiane (Operazione Pane). Fino al 9 dicembre è attivo un numero telefonico per contribuire alla raccolta fondi.

## Ospiti[2]

### 10 novembre
- Pippo Baudo, in collegamento telefonico
- Luca Bono, illusionista
- Gabriele Cirilli
- Antonella Clerici, videomessaggio
- Gaetano Curreri, portavoce di “Operazione Pane”
- Antonella Elia
- Gian Marco Gualandi, interprete del brano Da grande voglio fare, in gara allo Zecchino d'Oro 1964
- Flavio Insinna
- Il cast italiano del musical Mary Poppins
- Lampo, Milady, Pilou e Polpetta, ovvero i Buffycats, i personaggi della serie animata 44 Gatti

### 17 novembre
- Amadeus
- Luca Bono, illusionista
- Giovanna Civitillo
- Nino Frassica
- Lampo, Milady, Pilou e Polpetta, ovvero i Buffycats, i personaggi della serie animata 44 Gatti
- Elena Masiero, interprete del brano Nonno Superman, vincitore ex aequo dello Zecchino d'Oro 1990
- Nicoletta Mantovani
- Vincenzo Salemme, videomessaggio

### 24 novembre
- Andrea Agresti
- Manuela Arcuri
- Loretta Goggi, videomessaggio
- Cristina D'Avena, videomessaggio
- Valeria Graci
- Mr. Lui
- Mago Magone (Frate Adriano)
- Tiberio Timperi
- Peppe Vessicchio

### 1º dicembre
- Bianca Atzei
- Patrizia Barnaba, interprete del brano Il cane capellone, in gara allo Zecchino d'Oro 1967
- Carlo Conti
- Raul Cremona
- Melissa Di Pasca e Marco Boni, rappresentanti dell'Italia allo Junior Eurovision Song Contest 2018
- Fulvio Gelato, interprete del brano Un milione di anni fa, in gara allo Zecchino d'Oro 1967
- Jestilia Hallak, che reinterpreta il brano La terraluna, vincitore dello Zecchino d'Oro 1998
- Il cast italiano del musical Mary Poppins
- Lampo, Milady, Pilou e Polpetta, ovvero i Buffycats, i personaggi della serie animata 44 Gatti
- LaSabriGamer
- Antonio Mezzancella
- Giorgio Panariello, videomessaggio
- Francesco Pannofino, videomessaggio
- Micaela Ramazzotti

## Ascolti
| Puntata          | Messa in onda    | Telespettatori | Share  |
| ---------------- | ---------------- | -------------- | ------ |
| 1                | 10 novembre 2018 | 1.876.000      | 13,77% |
| 2                | 17 novembre 2018 | 1.764.000      | 12,89% |
| 3                | 24 novembre 2018 | 1.742.000      | 12,22% |
| 4                | 1º dicembre 2018 | 2.089.000      | 13,30% |
| Puntata speciale | 14 dicembre 2018 | 3.669.000      | 17,90% |
| Media            | Media            | 2.228.000      | 14,02% |